# 长麦穗鱼
长麦穗鱼（学名：Pseudorasbora elongata）为輻鰭魚綱鯉形目鲤科麦穗鱼属的鱼类，是中国的特有物种。分布于漓江、长江下游、新安江水系等。
其种加词“elongata”意为“长的”。

## 形态
本魚身體銀灰色，體側4條垂直的黑色線寬的黑色斑紋;在尾鰭基底上的在背鰭與尾鰭鰭與一個大的黑色斑點上的小的黑色斑點，吻端尖而且扁平，口裂幾乎垂直，鼻孔小而且較接近眼超過對吻尖，體長可達11.7公分，该物种的模式产地在广西阳朔。

## 外部連結
- 长麦穗鱼的圖片 （页面存档备份，存于）